# 4910 Kawasato
4910 Kawasato (1953 PR) là một tiểu hành tinh bay qua Sao Hỏa được phát hiện ngày 11 tháng 8 năm 1953 bởi K. Reinmuth ở Heidelberg. Nó được đặt theo tên nhà thiên văn học Nhật Bản Nobuhiro Kawasato.